# Пирр
Пирр (лат. Pyrrhus от др.-греч. Πύρρος «рыжий, огненный»: предположительно за цвет волос; 319—272 до н. э.) из рода Пирридов — царь Эпира (307—302 и 296—272 до н. э.) и Македонии (288—285 и 273—272 до н. э.), эпирский полководец, один из сильнейших противников Рима. Согласно Титу Ливию, Ганнибал считал Пирра вторым из величайших полководцев после Александра Македонского. По Плутарху, Ганнибал среди всех полководцев считал самым выдающимся Пирра, Сципиону отводил второе место, а на третье ставил себя самого.
Пирр был троюродным братом и двоюродным племянником Александра Македонского (отец Пирра, Эакид — двоюродный брат и племянник Олимпиады, матери Александра). Многие современники Пирра считали, что сам Александр Македонский возродился в его лице.

## Ранние годы
Пирр был сыном царя Эпира Эакида и фессалийки Фтии. Он считался потомком Ахилла.
В конце 317 года до н. э. в Эпире войска подняли всеобщее восстание: отец Пирра был объявлен низложенным общим постановлением; многие из его друзей умерщвлены, другим удалось спастись бегством; единственного сына царя, Пирра, которому было тогда 2 года, некоторые из приближённых с большими опасностями доставили в землю царя тавлантинов Главкия. Плутарх описывал историю бегства. Верные Эакиду Андроклид и Ангел взяли младенца и бежали. Когда их настигала погоня, они передали Пирра трём молодым юношам. Беглецы были близко к границам Эпира, когда на их пути оказалась бурная река. Они начали просить людей на противоположном берегу помочь, однако те не слышали их за шумом потока. Тогда кто-то из беглецов догадался сорвать кусок коры, написать на нём просьбу о помощи, после чего завернул в него камень и бросил на противоположный берег. Когда местные жители поняли, что беглецам угрожает опасность, они начали рубить деревья и помогли перебраться им на другой берег. Первым, кто принял мальчика, был мужчина по имени Ахилл. Герой гомеровского эпоса Ахилл был мифологическим родоначальником династии эпиротских царей и отцом Пирра (Неоптолема)..
В конце 307 года до н. э. эпироты, не вынося жестокости царя Алкета, ставшего царём после смерти отца Пирра, и македонского влияния в стране, в одну ночь умертвили его и двух его сыновей. И тогда Главкий поспешил водворить в его наследие сына Эакида Пирра, которому исполнилось к тому времени 12 лет.
В 302 году до н. э. глубоко убеждённый в преданности своего народа, Пирр отправился в Иллирию, чтобы принять участие в свадьбе одного из сыновей Главкия, при дворе которого он вырос; в его отсутствие молоссы возмутились, прогнали приверженцев царя, разграбили его сокровищницу и возложили диадему на Неоптолема, сына царя Александра, предшественника отца Пирра на троне Эпира.
Пирр бежал из Европы и отправился в лагерь Деметрия Полиоркета, под чьим руководством он, по-видимому, получил первый боевой опыт во время Четвёртой войны диадохов. В 301 году до н. э. он принял участие в битве при Ипсе на стороне Антигона Одноглазого и Деметрия Полиоркета.
После битвы при Ипсе вернулся вместе с Деметрием в Грецию. Однако Афины отказались принять разбитого полководца (Деметрия). Оставив Пирра в Греции охранять города (ответственным за его гарнизоны), Деметрий принялся разорять балканские владения Лисимаха.
В 300 году до н. э. Селевк призвал в Сирию для заключения союза Деметрия, который в том же году начал войну с Птолемеем. В 299 году до н. э., после мира между Деметрием и Птолемеем, Пирр был отправлен в качестве заложника в Египет.
В 299 или 298 году до н. э. Птолемей I организовал его брак с Антигоной, дочерью Береники I (Египетской) и её первого мужа Филиппа. Для них обоих это был первый брачный союз. В промежутке между заключением брака и 296 годом до н. э. у них родилась дочь Олимпиада.
В 296 году до н. э., получив от Птолемея I поддержку деньгами и войсками, Пирр отправился в Эпир; чтобы царь Неоптолем не обратился с просьбой о помощи к какой-нибудь иностранной державе, он заключил с ним договор, по которому они должны были управлять страною сообща.
Заручившись поддержкой знати, в 295 году до н. э. он пригласил Неоптолема на пир и там убил. Таким образом, Пирр стал полновластным царём Эпира.
Около того же времени при родах второго ребёнка Птолемея или вскоре после них, вероятно, скончалась супруга Пирра Антигона. Антигона сыграла важную роль в возвышении своего мужа и после смерти супруги в честь Антигоны им была названа колония Антигония в Хаония. Там чеканились медали с надписью ΑΝΤΙΓΟΝΕΩΝ.
Как кажется, около этого времени Пирр получил Керкиру вследствие своего брака с дочерью Агафокла Ланассой. То, что этот остров был приданым Ланассы, можно заключить из того, что она потом уезжает на него (в 290 г. до н. э.; см. ниже). Птолемей I, очевидно, должен был содействовать этому браку, чтобы представитель его дела в Греции получил ещё большую силу; а Агафокл был слишком занят войнами в Италии, чтобы иметь возможность обратить на греческие дела такое внимание, какого желал Птолемей I, выдавая за него замуж свою дочь. Согласно Павсанию, Пирр взял Керкиру открытой силой.

## Война в Македонии
Под предлогом помощи одному из претендентов на трон войска Пирра в 295 году до н. э. вторглись в Македонию и овладели обширной территорией: из древнемакедонских земель Тимфеей и Паравеей, а из новоприобретённых — Акарнанией, Амфилохией и Амбракией. Не заинтересованный в успехах Пирра Лисимах написал ему поддельное письмо от имени Птолемея; он знал, какое сильное влияние имел на Пирра Птолемей; в котором предлагал ему отказаться от дальнейшего продолжения войны за 300 талантов, которые уплатит Антипатр I, другой претендент на македонский трон и одновременно его брат. Пирр раскрыл  обман, так как в письме Птолемей назвал его царём, а не сыном, он всё-таки заключил мир; три царя собрались для присяги; для жертвоприношения были приведены бык, баран и козёл, но бык упал прежде, чем его поразил топор; другие засмеялись, а Пирру его предсказатель Феодор посоветовал не заключать мира, так как это знамение означает, что один из трёх царей умрёт, потому Пирр и не принёс присяги этому миру. Оба брата разделили Македонию или управляли ею сообща.
Другие государи, опасаясь усиления Пирра, тоже втянулись в македонские распри. Среди них был и прежний союзник Пирра Деметрий I Полиоркет, ставший теперь опасным соперником. Деметрий хорошо знал своего прежнего сподвижника, и жаждал от него избавиться. Смерть сестры Пирра Деидамии в 300 году до н. э., на которой был женат Деметрий, оборвала их родственные связи. Напряжённость между бывшими родственниками вскоре переросла в войну, в которой развернулся полководческий талант Пирра.
После ухода Пирра из Македонии Деметрий в 294 году до н. э. захватил значительную её часть, убив при этом Александра, и был провозглашён македонянами царём. Антипатр в то же время бежал к своему тестю Лисимаху, но не нашёл у него поддержки и позднее был убит по его приказу.
В 294 или 293 году до н. э. Ланасса родила Пирру сына Александра.
Примерно в это время, после смерти Антигоны, Пирр ещё несколько раз женился по политическим соображениям, желая расширить свои владения: на дочери Авдолеонта, царя пэонийцев, и на Биркенне, дочери Бардила, царя иллирийцев. От Биркенны у него родился сын Гелен, самый младший. Римский историк III века н. э. Юстин называет Гелена сыном Пирра от Ланассы, а не от Биркенны. Но современные антиковеды придерживаются мнения Плутарха.
В 291 году до н. э. во время восстания в Беотии, когда Деметрий был занят осадой Фив, Пирр занял Фессалию и подступил к Фермопилам. Деметрий оставил своего сына под Фивами и поспешил с большею частью своего войска к Фермопилам; Пирр отступил, желая избежать встречи с ним; Деметрий оставил для прикрытия Фессалии 10 тыс. человек пехоты и 1 тыс. всадников и возвратился в Беотию продолжать осаду Фив.
В следующем 290 году до н. э. Агафокл Сиракузский прислал к Деметрию своего сына от первой жены Агафокла, чтобы установить с ним мир и дружбу; Деметрий принял его с величайшим почётом, облёк его в царские одежды и богато одарил его; для принятия ответной присяги о заключённом союзе он послал с ним одного из своих друзей Оксифемида, дал ему тайное поручение исследовать положение дел в Сицилии, посмотреть, нельзя ли там что-нибудь сделать, и употребить все меры для упрочения там македонского влияния. В то же самое время Ланасса, дочь Агафокла и супруга Пирра, послала сказать Деметрию, что она считает недостойным себя разделять царское ложе с варварскими женщинами эпирского царя; если она ещё могла переносить, когда рядом с нею была поставлена дочь Птолемея, то она не желает быть пренебрегаемой из-за наложниц, из-за Биркенны, дочери разбойника Бардилия, или пеонийца Авдолеона; она покинула двор Пирра и находится на полученном ею в приданое острове Керкира; пусть Деметрий, друг её отца, приезжает туда отпраздновать с нею свою свадьбу.
Преисполненный большими надеждами, Деметрий в 289 году до н. э. начал войну с Пирром. Опустошив земли этолян, союзников Пирра, и оставив для завершения их покорения стратега Пантавха, Деметрий двинулся навстречу войскам Пирра и вторгся в Эпир. Но по пути они разминулись. Грабя и опустошая всё на своём пути, Деметрий проходит по Эпиру и затем переправляется на Керкиру и празднует свою свадьбу с Ланассой. Пирр в это время вторгается в Этолию. Он встречает аванпост Пантавха и они оба строят свои войска в боевой порядок. Пантавх ищет царя и вызывает его на поединок. Они доблестно сражаются друг с другом в поединке, и Пирр двумя ранами повергает Пантавха на землю и друзья уносят его с поля боя. Эпироты бросаются на македонские фаланги, прорывают их и одерживают полную победу; македоняне бегут в полном беспорядке, а в плен было взято одних только македонян 5 тыс. Освободив Этолию, «орёл», как теперь называют Пирра его войска, во главе своего войска возвращается в Эпир, чтобы встретиться с войском Деметрия. Деметрий по получении известия об этом поражении поспешно велел выступить и возвратился в Македонию.
В связи с этим победой этолийцы воздвигли статую Пирра в городе Каллиполе (Каллионе).
Вернувшись в Македонию, Деметрий ещё более увеличил роскошь и расходы своего двора и никогда не показывался иначе, как в самом роскошном одеянии, в двойной диадеме, в пурпурных башмаках и в шитой золотом пурпуровой мантии. Он ежедневно задавал пиры, роскошь которых превосходила всё вообразимое. Он был недоступен для всех, кто не принадлежал к его придворному штату, да и эти последние приближались к нему только в формах самого строгого придворного церемониала; просители редко получали доступ к нему, и когда он принимал их, наконец, то был суров, надменен и деспотичен; одно афинское посольство два года пробыло при его дворе, прежде чем было допущено к нему, а афинянам ещё оказывалось предпочтение перед другими эллинами. Он как будто намеренно насмехался над въевшимся уже глубоко враждебным ему настроением; недовольные вспоминали царя Филиппа, с готовностью выслушивавшего всякого просителя, и все завидовали счастью эпиротов, имевших царём истинного героя; даже времена Кассандра представлялись теперь счастливыми в сравнении с постыдным правлением Деметрия; всё более общим становилось чувство, что так не может продолжаться, что на престоле родины нельзя терпеть азиатского деспота и что необходим только благоприятный случай для ниспровержения господства Деметрия.
А на македонян имя орла в это время начинает оказывать своё чарующее действие; Пирр, говорят теперь, — единственный из царей, в котором можно узнать отвагу Александра, он равен ему по уму и мужеству; другие представляют собой только тщеславных подражателей великого царя, рассчитывающих походить на него, когда склонят, как он, голову на бок, носят порфиру и имеют позади себя телохранителей; Деметрий напоминает собою комедианта, который сегодня играет роль Александра, а завтра может представлять скитающегося в изгнании Эдипа.
В это время Деметрий заболел; он лежал в Пелле, прикованный к одру болезни. Весть об этом побудила Пирра произвести вторжение в Македонию, причём его единственной целью был грабёж; но когда к нему толпами начали приходить македоняне и наниматься к нему на службу, то он двинулся далее и подступил к Эдессе. Деметрий, лишь только почувствовал некоторое облегчение, поспешил пополнить ряды своего войска, значительно поредевшие от дезертирства, и выступил против Пирра, который, не будучи готов к решительному сражению, повёл своё войско назад; Деметрию удалось догнать его в горах и уничтожить часть неприятельского ополчения. Он заключил мир с Пирром, так как не только желал обеспечить свой тыл для новых предприятий, но и стремился приобрести в этом воине и полководце помощника и товарища. Он формально уступил обе македонские области, занятые ранее Пирром, а может быть, также и условился с ним насчёт того, чтобы пока сам будет завоёвывать восток, Пирр завоёвывал запад, где при сиракузском дворе всё уже подготовлено Оксифемидом, Агафокл убит и где господствует такая сильная смута, что смелое нападение обещает самый верный успех.
Сам Деметрий употребил зиму 289/288 года до н. э. на самые обширные и поистине колоссальные вооружения. Плутарх говорит (Сравнительные жизнеописания, Деметрий, 43), что его приготовления к войне нисколько не уступали его надеждам и планам; он поставил на ноги войско в 98 тыс. человек пехоты и почти в 12 тыс. всадников, приказал строить корабли в Пирее, в Коринфе, в Халкиде и в Пелле, сам посещал верфи, делал указания и сам прилагал руки к работам; был составлен такой флот, какого ещё никогда мир не видел; в нём насчитывалось 500 кораблей, в числе которых были пятнадцати- и шестнадцатипалубные суда, гиганты, более чем своими колоссальными размерами повергавшие в изумление той лёгкостью и точностью, с какой можно было управлять ими.
Видя, что против Азии вскоре выступит такая огромная сила, какою после Александра не располагал ещё никто, для борьбы с Деметрием объединились трое царей — Селевк, Птолемей, Лисимах. Союзники предложили Пирру присоединиться к своему союзу, указав ему на то, что вооружения Деметрия ещё не готовы, а вся его страна полна смут, и что они не могут представлять себе, чтобы Пирр не воспользовался этим случаем овладеть Македонией; если он пропустит его, то Деметрий скоро принудит его биться в самой молосской земле за храмы богов и за могилы его дедов; разве у него уже не вырвана из рук супруга, а с нею и остров Керкира? Это даёт ему полное право обратиться против него. Пирр обещал своё участие.
Деметрий ещё был занят своими приготовлениями к вторжению в Азию, когда пришло известие, что в греческих водах показался большой египетский флот, везде призывающий греков к восстанию; в то же время ему было дано знать, что Лисимах подступает из Фракии в верхние области Македонии. Деметрий, поручив защиту Греции своему сыну Антигону Гонату, поспешно двинулся навстречу фракийскому войску. В это время в его войске обнаружился дух недовольства: едва он успел выступить, как пришло известие, что и Пирр восстал против него, вторгся в Македонию, проник до Берои, взял этот город и расположился под его стенами лагерем, а его стратеги опустошают области до самого моря и угрожают Пелле.
Беспорядок в войсках усиливался; нежелание сражаться против Лисимаха, который был одним из близких к Александру лиц и знаменитым героем, становилось всеобщим; многие указывали на то, что сын Кассандра, законный наследник царства, находится при нём; такое настроение войск и угрожавшая столице опасность побудили Деметрия обратиться против Пирра; оставив для защиты границы в Амфиполе Андрагафа, он поспешил с войском обратно через Аксий к Берое и расположился лагерем против Пирра.
Сюда из города, который находился в руках эпиротов, явилось много народа для посещения своих друзей и родственников; Пирр, говорили они, так же добр и приветлив, как и храбр, они не могут достаточно нахвалиться его поведением относительно граждан и пленных; к ним присоединились также и посланные Пирром люди, которые говорили, что теперь наступила пора стряхнуть с себя тяжёлое иго Деметрия и что Пирр заслуживает того, чтобы господствовать над самым благородным народом мира, так как он представляет собою настоящего солдата, полного снисходительности и доброты, и единственного человека, находящегося ещё в родстве со славным домом Александра. Они встретили благосклонных слушателей, и скоро число тех, которые желали видеть Пирра, значительно увеличилось. Он надел свой шлем, отличавшийся от других высоким султаном и рогами, чтобы показаться македонянам. Когда они увидели царственного героя, окружённого македонянами же и эпиротами с дубовыми ветками на шлемах, они тоже воткнули в свои шлемы дубовые ветки и толпами начали переходить к Пирру, приветствуя его своим царём и требуя от него лозунга.
Тщетно Деметрий показывался на улицах своего лагеря; ему кричали, что он сделает хорошо, если подумает о своём спасении, так как македонянам надоели эти постоянные походы для его удовольствия. Среди всеобщих криков и насмешек Деметрий поспешил в свой шатёр, переменил платье и почти без всякой свиты бежал в Кассандрию, на берегу Фермейского залива, и поспешно сел на корабль, чтобы достигнуть Греции. Фила, столь часто пренебрегаемая супруга бежавшего царя, потеряла всякую надежду на спасение; она не хотела пережить позора своего супруга и лишила себя жизни при помощи яда. Мятеж бушевал в лагере всё сильнее и сильнее, все искали царя и не находили его, начали грабить его шатёр, драться из-за находившихся в нём драгоценностей и колотить друг друга, так что завязалось настоящее сражение, причём весь шатёр был разнесён в клочки; наконец появился Пирр, овладел лагерем и быстро восстановил порядок. Эти события произошли на седьмой год после того, как Деметрий сделался царём Македонии, примерно летом или в начале осени 288 года до н. э.
Между тем Пирр был провозглашён в Македонии царём; но тут, взяв Амфиполь благодаря измене Андрагафа, спешно подоспел Лисимах и потребовал, чтобы страна была разделена между ними, так как победа над Деметрием была их общим делом; начались препирательства, и дело было близко к тому, чтобы разрешиться при помощи оружия. Пирр, далеко не будучи уверенным в македонянах и видя их симпатии к старому полководцу Александра, предпочёл предложить ему заключить договор, которым он предоставлял Лисимаху земли по реке Нест (Несс) и, возможно, области, которые обыкновенно назывались новоприобретённой Македонией. Когда же зять Лисимаха Антипатр, который надеялся теперь, наконец, быть восстановленным на отцовском престоле, вместе со своей супругой Эвридикой начал горько жаловаться на то, что сам Лисимах отнял у него Македонию, он приказал умертвить его, а свою дочь осудил на пожизненное заключение.
Среди греков падение Деметрия вызвало самые разнообразные движения, которые с самого начала приняли бы более решительный характер, если бы египетский флот, как кажется, не ограничился занятием некоторых гаваней Архипелага. В других местах более серьёзным протестам помешали македонские гарнизоны и близость молодого Антигона, а сильный гарнизон, оставленный им, как кажется, в Коринфе, поддержал порядок на Пелопоннесе. Сам Антигон, как кажется, двинулся по дороге в Фессалию, чтобы оказать возможную помощь угрожаемому с двух сторон царству, но прибыл уже слишком поздно; в Беотии в его лагерь явился не узнанным никем беглецом отец в сопровождении немногих спутников. Войско сына, гарнизоны отдельных городов и присоединившиеся к нему искатели приключений дали ему снова некоторую силу, и скоро дело приняло такой вид, как будто к нему опять хочет возвратиться его прежнее счастье; он старался склонить на свою сторону общественное мнение и объявил Фивы свободными, надеясь обеспечить этим за собою обладание Беотией.
Только в Афинах произошли серьёзные и важные по своим последствиям перемены. Тотчас же по получении вести о падении Деметрия афиняне поднялись, чтобы восстановить свою свободу. Во главе этого движения стал Олимпиодор, чья слава заключается в том, что в то время как лучшие люди, после бесплодных попыток, не решались более надеяться ни на что, он со смелой решимостью и опасностью для собственной жизни выступил вперёд. Он призвал к оружию даже стариков и юношей и повёл их в бой против сильного македонского гарнизона, разбил его и, когда тот отступил в Мусей, решился на штурм этой позиции; отважный Леокрит был первым на стене, и его геройская смерть подействовала на всех разжигающим образом; после короткого боя Мусей был взят. И когда затем находившимися, вероятно, в Коринфе македонянами было немедленно произведено вторжение в Аттику, Олимпиодор выступил против них, призвал к свободе также и жителей Элевсина и разбил во главе их противников.
Но тут пришло известие, что Деметрий соединился со своим сыном, снова собрал войско более чем в 10 000 человек и идёт на Афины; сопротивляться таким силам казалось невозможным. Они обратились во все стороны с просьбою о помощи; дошедшие до нас надписи доказывают, что они обратились даже к царю Боспора Спартоку и к царю пеонов Авдолеону, которые оба надавали им самых лучших обещаний, причём первый прислал 15 000 медимнов, а второй 7500 медимнов хлеба. Но главным образом обещал свою помощь Пирр, к которому они обратились; было решено защищаться до последней возможности. Деметрий подошёл к городу и самым энергичным образом приступил к его осаде. Тогда, как рассказывают, афиняне послали к нему Кратеса, пользовавшегося тогда высоким уважением, мужа, который частью при помощи своего ходатайства за афинян, частью при помощи указания на то, что теперь всего выгоднее для Деметрия, склонил его снять осаду и отбыть со всеми своими собравшимися кораблями, 11 000 пехотинцев и некоторым количеством всадников в Азию. Деметрий, конечно, не без самой необходимости отказался от осады города, взятие которого обеспечивало его господство в Греции; вернее будет предположить, что Пирр уже приближался и что это известие придало вес словам Кратеса; может быть, Деметрий отступил в Пирей, а может быть, и в Коринф.
Наконец прибыл Пирр, афиняне встретили его с кликами восторга и открыли ему цитадель, чтобы он принёс там жертву Афине; сходя оттуда обратно, он сказал, что благодарит их за доверие, но полагает, что будь они умны, они не отворяли бы своих ворот ни одному государю.
Позднее, предположительно в конце лета 287 года до н. э., он заключил с Деметрием соглашение, содержание которого держалось в тайне даже от самих афинян. Условия этого договора могли только заключаться в том, что Деметрий отказывался от своих притязаний на Македонию, а Пирр признавал его повелителем Фессалии и находившихся в настоящее время под его властью греческих государств, включая сюда обладание Саламином, Мунихией и Пиреем, между тем как самые Афины обоими были объявлены свободными и независимыми.
Несмотря на заключённый с Деметрием мир, Пирр, когда тот отправился воевать в Азию, следуя внушениям Лисимаха и желая приобрести себе завоеваниями симпатии македонян, склонил (предположительно в 286 году до н. э.) Фессалию к отпадению и напал на многие города, в которых ещё стояли гарнизоны Деметрия и Антигона, так что Антигон мог удержать там в своих руках только укреплённый город Деметриаду. Договором, который молосский царь теперь так развязно нарушал, он глубоко разочаровал афинян, которые твёрдо рассчитывали приобрести не только Мусей, но также и Мунихию и Пирей, и которые теперь тем теснее примкнули к Лисимаху, обещавшему им всевозможные блага.
Не менее работал Лисимах над тем, чтобы отвратить умы македонян от Пирра; царь пеонов Авдолеонт держал его сторону, войны его сына усилили его мужество в Малой Азии, а бежавшего Деметрия он приказал преследовать даже за пределами своего царства. Когда Деметрий был заперт в Киликии и сделан почти совершенно безвредным, Лисимах обратился против Македонии с прямым намерением отнять у Пирра корону этого края. Пирр стоял лагерем в гористых окрестностях Эдессы; Лисимах окружил его, отрезал к нему всякий подвоз съестных припасов. 
В то же время Лисимах старался склонить на свою сторону первых представителей македонской знати, частью письменно, частью устно доказывая им, насколько унизителен тот факт, что чужеземец — молосский царь, чьи предки всегда находились в подчинении у македонян, владеет теперь царством Филиппа и Александра и македоняне сами избрали его на это, отвратившись от друга и боевого товарища своего великого царя; теперь для македонян, в память их древней славы, настала пора возвратиться к тем, кто стяжал её с ними на полях битвы.
Слава Лисимаха и ещё более его деньги повсюду нашли себе доступ, повсюду среди знати и народа обнаружилось движение в пользу фракийского царя, Пирр увидел невозможность удерживать более в своих руках позицию под Эдессой и отступил к границе Эпира. Вследствие чего, Пирр отказался от македонского престола, а Фессалия, за исключением Деметриады, и Македонское царство (в 285 году до н. э.) перешли в руки Лисимаха.

## Пиррова война

### Приглашение Пирра в Италию
В начале 281 года до н. э. сильно теснимые римлянами тарентинцы, ссылаясь на свои прежние отношения и на оказанную ранее услугу Пирру (когда он вёл войну с Керкирой, они послали ему на помощь флот), при помощи своих послов убеждали Пирра принять участие в войне с ними и указывали ему, главным образом, что Италия по богатству равна всей Греции и что, кроме того, с его стороны будет не согласно с божеским законом, если он откажет своим друзьям, пришедшим в данный момент как молящие о защите.
Пирр, который в это время с возрастающим вниманием следил за начавшейся борьбой Селевка против Лисимаха, который отнял у него корону Македонии, ожидая, вероятно, только благоприятного момента, чтобы решить в свою пользу в Европе эту склонявшуюся то на ту, то на другую сторону борьбу в Азии, отклонил это предложение Тарента. Но после того как одержанная могущественным Селевком победа в битве при Курупедионе в марте 281 года до н. э., в которой погиб Лисимах, и выраженное Селевком намерение отправиться в Македонию положили конец его надеждам, а летом 281 года до н. э. тарентинцы ещё настоятельнее возобновили своё ходатайство, он согласился.
Убиение Селевка Птолемеем Керавном и его появление на престоле Фракии в конце 281 года до н. э. произвело в положении Пирра полную перемену: Македония в настоящий момент была лишена своего главы, молосское войско было всего ближе и готово к войне, но заключённый с Тарентом договор и ещё более посланный вперёд отряд делали поход в Италию неизбежным.
Пирру отвечающее его жажде деятельности и славе; ему надлежало искать нового поприща для своих войск. Война в Италии подошла как нельзя более кстати. Туда влекла его память Александра Молосса; там он, потомок Ахилла, являлся защитником эллинизма против варваров, против потомков Илиона. Все зачины сочувственно отзовутся на эту войну. Там он встретится с римлянами, храбрость и воинская слава которых были известны настолько, что с ними стоило помериться силами. Когда он одолеет Италию, то на его долю выпадет благодатная Сицилия, а с Сицилией заодно и известный пунический план Агафокла, — лёгкая победа над Карфагеном, владычество в дальней Ливии. Эти великие надежды, это господство на западе казались ему богатым вознаграждением за несбывшиеся ожидания на востоке.
Итак, он согласился на призыв тарентинцев; однако, царь хотел явиться туда не только в качестве полководца без своих войск, как предлагало первое посольство. По нужде тарентинцы охотно согласились на те условия, какие предъявил Пирр, с целью обеспечить за собою успех, ему предоставлялось именно привести с собою столько войск, сколько он сочтёт необходимым; Тарент со своей стороны обязался прислать суда для переправы, назначил его стратегом с неограниченною властью и должен был принять в городе эпирский гарнизон. Наконец было выговорено, чтобы царь оставался в Италии лишь до тех пор, пока это окажется необходимым; такое условие присоединили с целью устранить всякие опасения относительно автономии республики.
С этими вестями Пирр для заключения договора с Тарентом фессалийца Кинея вместе с некоторыми из прибывших к нему послов, удержав остальных при себе, как бы для того, чтобы воспользоваться их содействием при дальнейших снаряжениях, на самом же деле с целью заручиться ими в качестве заложников ввиду исполнения данных тарентинцами условий. За Кинеем ещё осенью 281 года до н. э. последовал первый транспорт с войсками численностью 3 тыс. человек во главе с Милоном (им поручена была цитадель, они заняли стены города). Тарентинцы рады были избавиться от тягостной сторожевой службы и охотно снабжали чужеземные войска припасами.
Как только эпирский военачальник Милон с частью армии царя высадился в Италии, он выступил против консула Луция Эмилия Барбулы и атаковал его войско, двигавшееся по узкой дороге вдоль берега моря. С одной стороны дороги были горы, с другой — стоявший на якоре тарентинский флот, стрелявший по римлянам из скорпионов. Тогда Луций Эмилий прикрыл фланг своего войска пленными тарентинцами и этим заставил врага прекратить огонь, после чего вывел армию из-под удара. Наступление зимы приостановило военные действия римлян с Тарентом.
В течение зимы 281/280 гг. до н. э., пока Пирр занят был приготовлениями к кампании наступившего года, неожиданно возникли сильные смуты в восточных делах, чрезвычайно повлиявшие на все стороны. Престарелый Селевк, перебравшись в Европу осенью 281 г. до н. э., с тем, чтобы вступить во владение царством Лисимаха, был умерщвлён. Убийцей был Птолемей Керавн; он вынужден был уступить наследие Египта младшему брату и надеялся посредством такого позорного поступка вознаградить себя венцом Фракии и Македонии. Фракия тотчас же и охотно перешла к нему, на Македонию же заявил свои права Антигон, и Антиох подходил уже с целью отомстить за отца, тогда как Птолемей Филадельф охотно поддерживал новые приобретения брата, лишь бы обеспечить за собою Египет.
Отношения были натянуты в высшей степени; всё зависело от того, на что решится Пирр. Случай овладеть Македонией благоприятствовал ему теперь, конечно, более чем когда-либо; он отнюдь не думал себя связывать данными Таренту обязательствами и готовился на борьбу с Птолемеем Керавном. Однако, какую выгоду извлёк бы Антигон, если бы Птолемей был побеждён Пирром? Да и Антиоху также желательно было по возможности удалить отважного, войнолюбивого царя от восточных условий; Птолемею, наконец, во что бы то ни стало следовало избавиться от этого крайне опасного противника. Самые разнородные интересы соединились для того, чтобы способствовать походу Пирра в Италию. Сам царь, наконец, убедился, что его надежды на успех в соседней стране невелики; несколько лет тому назад ему уже пришлось испытать гордое отвращение македонян; и что значило овладение истощённой столькими войнами и внутренними переворотами Македонии в сравнении с теми надеждами на западе, в сравнении с богатыми греческими городами в Италии, с Сицилией, Сардинией, Карфагеном, в сравнении со славою одержанной над Римом победы. А потому Пирр и заключил с заинтересованными державами договоры на самых выгодных условиях: Антиох уплатил ему денежную субсидию на ведение войны, Антигон снабдил для переправы в Италию кораблями, а Керавн обязался предоставить царю на два года для похода в Италию, несмотря на то, что он сам теперь крайне нуждается в войске, 5000 пехотинцев, 4000 всадников и 50 слонов, и, кроме того выдал за него свою дочь (хотя, некоторые исследователи отвергают сам факт этого брака), взял на себя гарантию Эпирского царства на время отсутствия Пирра.
Эти переговоры и все приготовления были закончены прежде наступления весны 280 года. Управление царством он поручил своему молодому сыну Птолемею. Не переждав поры весенних бурь, он вышел с войском в море; с ним были 20 000 человек пехоты, 2000 лучников, 500 пращников, 3000 всадников, 20 боевых слонов. 
Появление Пирра в Италии произвело там чрезвычайное впечатление, и придало союзникам уверенность в успехе. Кроме Тарента, Пирра поддерживали Метапонт и Гераклея.

### Война Пирра с Римом
Узнав о появлении Пирра, римляне сначала позаботились о том, чтобы по всем формальностям римского устава объявить Пирру войну: отыскали какого-то эпиротского перебежчика и заставили его купить себе участок земли, что и было признано эпирскою областью; и в эту «неприятельскую страну», фециал метнул окровавленное копьё. Теперь война была объявлена, и консул Публий Валерий Левин поспешил в Луканию. Царь ещё не выступил в поход; Левин без помехи опустошал Луканию, разоряя тамошнее население и предостерегая тем всех других относительно ожидающей их участи. Важно было и то, что Регий, опасаясь как Пирра так и Карфагена, попросил к себе римский гарнизон; консул послал туда военного трибуна Деция Вибеллия с 4000 человек кампанского легиона; благодаря этому сношение с Сицилией оказалось во власти римлян. При посредстве Регия и соседних Локр, тоже занятых римским отрядом, бруттии в тылу содержались в страхе. Консул двинулся по дороге в Тарент.
Лишь только подошли к Таренту рассеянные, бурею корабли с уцелевшими остатками эпиротского войска, как царь Пирр приступил к своим военным распоряжениям. Граждане были крайне недовольны уже тем, что у них расположились постоем царские войска; возникало немало жалоб по поводу насилий, каким подвергались женщины и мальчики. Потом последовал набор тарентинских граждан, с тем, чтобы пополнить причинённые кораблекрушением пробелы и вместе с тем заручиться залогом верности остальных граждан. Когда невоинственная молодёжь стала спасаться бегством, то ворота были заперты; сверх того запрещены были весёлые сисситии и гулянья, гимнасии были закрыты, все граждане призывались к оружию и обучались, наборы продолжались со всею строгостью, а с закрытием театра прекратились также и народные собрания. Тут-то и оправдались все давно предсказанные ужасы; свободный народ стал рабом того, кого он за свои деньги подрядил на войну; после этого стали сильно раскаиваться в том, что призвали его, что не согласились на выгодный мир с Эмилием. Пирр отчасти устранил самых влиятельных граждан, которые могли бы стать во главе недовольных, отчасти отослал их под разными предлогами в Эпир. Один только Аристарх, имевший наибольшее влияние на жителей, был всячески отличаем царём; когда же он всё-таки продолжал пользоваться доверием граждан, то царь и его также отправил в Эпир; Аристарх бежал и поспешил в Рим.
Вот каково было положение Пирра в Таренте. С презрением смотрел он на этих граждан, на этих республиканцев; их недоверие, их малодушная робость, коварная, подозрительная спесь этих богатых фабрикантов и торгашей тормозили его на каждом шагу. Римское войско форсированными маршами подступало уже к Сирису, а из италийских союзников, обещавших доставить значительное ополчение, никто ещё не явился. Пирр счёл позорным оставаться ещё долее в Таренте, это было бы пятном для его славы; на родине царь прослыл орлом; так смело налетал он бывало на врага; а тут наводивший на всех страх неприятель сам шёл на него; этот Тарент как бы понудил его изменить своему собственному праву, поставил его с самого начала в ложное положение. Он повёл войска к Гераклее, однако, старался промешкать, пока не подойдут союзники. Царь послал к Левину следующее предложение: он в качестве третейского судьи готов выслушать жалобы римлян на Тарент и решить дело по справедливости. Консул возразил на это: Пирру самому ещё следует прежде всего ответить за то, что он пришёл в Италию; теперь не до переговоров, дело их решит один только бог Марс. Римляне между тем подошли к Сирису и расположились там лагерем. Захваченных неприятельских лазутчиков консул велел проводить в лагерь по рядам своих воинов: если же из эпиротов ещё кто-нибудь пожелает взглянуть на его войска, то пусть они приходят; затем он отпустил их.
Пирр расположился на левой стороне реки; он проскакал вверх по берегу; с изумлением смотрел он на лагерь римлян; это были отнюдь не варвары. Ввиду такого врага необходимо было прибегнуть к предосторожности. Царь всё ещё выжидал, когда подойдут союзники, а между тем враг в неприятельском крае скоро, пожалуй, подвергнется лишениям; Пирр поэтому избегал битвы. Но самому консулу хотелось заставить его сразиться; для того, чтобы подавить в людях страх, наводимый именем Пирра, фалангами, слонами, лучше всего, казалось, атаковать самого врага. Река разделяла оба войска. Близость одного из неприятельских отрядов препятствовала пехоте переправиться, а потому консул велел своей коннице перейти реку далее вверх по течению и напасть в тыл сказанному отряду. Оторопев, последний отступил, и римская пехота тотчас же стала переправляться вброд через оставленное без защиты место реки. Царь поспешил двинуть своё войско в боевом порядке со слонами впереди; во главе своих 3000 всадников он ринулся к броду, — неприятель по сю сторону уже овладел им. Пирр грянул на римскую конницу, наступавшую сомкнутыми рядами; он сам поскакал вперёд и начал кровавую сечу, то и дело врываясь в самую рьяную свалку, руководя в то же время с величайшею осмотрительностью движением своих войск. Один из вражеских всадников на вороном коне, давно уже порываясь к царю, достиг его наконец, пронзил лошадь и, когда вместе с нею Пирр упал на землю, то сам всадник был также низринут и пронзён. Однако, увидев павшего царя, часть конницы вполоборота оградила его. Пирр по совету друзей наскоро променял блестящие свои доспехи на более простые Мегакла, и пока последний, носясь по рядам словно царь, вновь возбуждал там ужас, а тут мужество, он сам стал во главе фаланг. Они всею гигантскою мощью ударили на врага; однако римляне выдержали напор, а потом и сами пошли в атаку, но были отражены сомкнутыми фалангами. Пока таким образом воюющие семь раз попеременно то нападали, то отступали, Мегакл служил целью всё повторявшихся выстрелов, и наконец был поражён насмерть и лишён царских доспехов; их ликуя пронесли по римским рядам — Пирр пал! Открыв своё лицо, проскакав по рядам, заговорив с солдатами, царь едва успел ободрить своих поражённых ужасом воинов, как римская конница двинулась уже, с тем чтобы поддержать новую атаку легионов. Теперь наконец Пирр велел ввести в бой слонов; ввиду свирепости и рёва впервые показавшихся чудовищ люди и лошади с неистовым ужасом обратились в бегство; фессалийские всадники ринулись вслед за ними, мстя за позор первой стычки. Римская конница в своём бегстве увлекла за собою также легионы; началось ужасное побоище; никто, вероятно, не уцелел бы, если б одно из раненных животных не обратилось вспять и своим рёвом не расстроило остальных, так что преследовать далее оказалось неудобным. Левин потерпел решительное поражение; он вынужден был покинуть свой лагерь; остатки его рассеянного войска бежали в Апулию. Там обширная римская Венузия служила убежищем разбитым отрядами дала им возможность соединиться с армией Эмилия в Самнии, воевавшего в ранге проконсула. А до той поры консул вынужден был занять позицию, которую в случае крайности можно было отстоять.
Посетив на другой день поле битвы и обозрев ряды павших, он не нашёл ни одного римлянина, который лежал бы, обратившись тылом к врагу. «С такими солдатами, — воскликнул он, — мир был бы мой, и он принадлежал бы римлянам, если бы я был их полководцем». Поистине, это был совсем иной народ, не то что на востоке; такого мужества не было ни у греческих наёмников, ни у надменных македонян. Когда он по обычаю македонских военачальников предложил пленникам поступить к нему на службу, то ни один из них не согласился; он уважил их и оставил без оков. Царь велел похоронить павших римлян со всеми почестями; их насчитывалось до 7000.
Вот какою решительною победою Пирр открыл свою кампанию; он оправдал возбуждённые его именем великие ожидания; робевшие доселе враги Рима охотно восстали теперь, с тем, чтобы вести борьбу под начальством победоносного полководца. Царь упрекнул их за то, что они не явились ранее и сами не помогли отвоевать добычу, часть которой он уделил им, но в таких выражениях, что это привлекло к нему сердца италиков. Города южной Италии сдались ему. Локры выдали Пирру римский гарнизон. Союзниками Пирра стали также греческий город Кротон и несколько италийских племён. Вождь кампанского легиона тот же умысел приписывал Регию: он предъявил письма, по которым жители предложили открыть ворота, если Пирр пришлёт к ним 5000 воинов; — город был предан солдатам на разграбление, мужчин перебили, женщин и детей продали в рабство. Регием овладели словно завоёванным городом; злодеев подстрекнул пример их кампанских одноплеменников — мамертинцев в Мессане. После этого насильственного поступка римляне лишились последнего укреплённого места на юге. Пирр мог без помехи двинуться далее, и где бы он ни проходил, везде страна и народ покорялись ему. Он шёл на север и имел в виду по возможности скорее подойти к Риму, частью для того, чтобы своим появлением побудить отпасть также других союзников и подданных Рима, вместе с тем сократить его боевые средства и в той же мере увеличить свои; частью с тем, чтобы вступить в непосредственную связь с Этрурией. Там всё ещё поддерживали борьбу, а появление Пирра возымеет, вероятно, последствием всеобщее восстание остальных, которые лишь за год тому назад заключили мир; в таком случае римлянам не оставалось бы ничего более, как просить мира на каких угодно условиях.
Но из этого ничего не вышло, и он перезимовал в Кампании. Поняв, что война становится затяжной, Пирр послал в сенат своего парламентёра Кинея. Однако один из сенаторов, Аппий Клавдий Цек, предложил не вести переговоров со врагом, всё ещё находящимся на италийской земле, и война продолжалась.
Весной 279 года до н. э. Пирр атаковал римские колонии в Луцерии и Венузии и попытался привлечь на свою сторону самнитов. Рим тоже стал готовиться к войне, начал чеканить серебряную монету для потенциальных союзнических договоров с южноиталийскими греками и выслал на восток две консульские армии под начальством Публия Сульпиция Саверриона и Публия Деция Муса. Между Луцерией и Венузием, близ Аускула, они встретились с Пирром, который отбросил их обратно, хотя и не сумел взять римский лагерь. В связи с большими потерями в этой битве Пирр заметил: «Ещё одна такая победа, и я останусь без войска».
Греческие союзники опоздали. В армии Пирра началось брожение, и его врач даже предложил римлянам убить царя. Но консулы 278 года до н. э. Гай Фабриций Лусцин и Квинт Эмилий Пап сообщили об этом Пирру, с насмешкой добавив, что Пирр, «видимо, не способен судить одновременно и друзей, и врагов».
Когда римляне объявили о своём временном уходе из Тарента, Пирр в свою очередь огласил перемирие и разместил там гарнизон. Однако это вызвало недовольство местных жителей, потребовавших от Пирра либо продолжения войны, либо вывода войск и восстановления статус-кво. Параллельно с этим до Пирра дошли просьбы о высылках подкреплений в осаждённые Карфагеном Сиракузы и в Македонию и Грецию, в которые вторглись кельтские племена.

### Война с Карфагеном
Пирр решил уйти из Италии и заняться войной в Сицилии, что дало возможность римлянам подчинить самнитов и превратить их в римских союзников, и покорить луканов и бруттиев. В 279 году до н. э. сиракузяне предложили Пирру власть над Сиракузами в обмен на военную помощь против Карфагена. Сиракузы надеялись с помощью Пирра стать главным центром западных эллинов.
Проигнорировав требования тарентийцев, Пирр появился в Сицилии, где стал собирать поддержанную флотом в 200 галер новую армию из Сиракуз и Акраганта, предположительно насчитывавшую 30 тыс. пехотинцев и 2500 всадников. После этого он продвинулся на восток и взял карфагенскую крепость на горе Эрикс, причём первым взобрался на стену крепости. Карфагенянам пришлось вступить в переговоры, а Пирр в это время нашёл новых союзников-мамертинцев.
К концу 277 год до н. э. у карфагенян оставался лишь один плацдарм на Сицилии — Лилибей. В 276 году до н. э. Пирр был полновластным господином Сицилии, имел собственный флот и прочную точку опоры в Таренте, на Италийской земле. На Сицилии Пирр уже имел флот в 200 галер и ещё намеревался строить флот в Италии. Между тем в Южной Италии римляне вновь овладели греческими городами Кротоном и Локрами; только Регий и Тарент сохраняли независимость.
Уже после смерти Пирра, его владения в Южной Италии были потеряны, так в 270 году до н. э. Сиракузы были захвачены ранее служившим Пирру — Гиероном, который установил там тиранию. А карфагеняне к 264 году до н.э. вернули себе все потерянные территории на Сицилии.

### Конец войны
Нанеся несколько поражений карфагенянам в Сицилии, не получавшие серьёзных подкреплений и средств ещё со времени своих прежних побед над Римом, войска Пирра были серьёзно истощены. В этой трудной ситуации весной 275 года до н. э. Пирр принял решение вернуться в Италию, где римляне захватили несколько городов и подчинили себе союзные Пирру племена самнитов и луканов. При Беневенте произошла последняя битва, произошедшая между войсками Пирра (без союзников-самнитов) и римлянами, возглавляемыми консулом Манием Курием Дентатом.
Несмотря на то, что римлянам так и не удалось нанести поражение Пирру на поле боя, они выиграли то, что можно назвать «войной на истощение», у лучшего полководца своего времени и одного из величайших в античности. Совершив это, римляне превратились в могущественную силу на Средиземноморье. Римские битвы с Пирром впервые обозначили превосходство римского легиона над македонской фалангой из-за большей мобильности легиона (хотя многие указывали на ослабление роли кавалерии во времена диадохов). Кому-то может показаться, что после битвы при Беневенте эллинистический мир уже никогда не смог выставить против Рима такого полководца, как Пирр, но это не так. Греко-македонский, эллинистический мир будет сопротивляться Риму в лице Митридата Евпатора, царя Понта.

## Война с Антигоном Гонатом
Вернувшись на родину, Пирр начал борьбу со своим основным противником, Антигоном Гонатом, который господствовал во всей Македонии и в ряде греческих городов, в том числе в Коринфе и Аргосе. Успех снова сопутствовал Пирру. Разбив Антигона Пирру удалось вытеснить Антигона Гоната из Македонии. Позже Антигона разгромил сын Пирра.
“ Пирр, молоссов владыка, повесил в храме Афины Длинные эти щиты, дерзких галатов разбив. Он Антигона войска разгромил. Чему ж тут дивиться? В битвах и ныне, как встарь, род эакидов могуч.”
Стремясь утвердить своё влияние в Греции, Пирр ввязался в борьбу со Спартой. Без объявления войны он вторгся на её территорию. Однако Пирр недооценил твёрдость и мужество своих новых противников. Он пренебрёг полученным им от спартанцев гордым посланием.
«Если ты бог, — писали спартанцы, — то с нами ничего не случится, ибо мы ничем против тебя не погрешили, если же ты человек, то найдётся кто-нибудь и посильнее тебя!»
Пирр осадил Спарту. На помощь спартанцам подходил отряд, посланный Антигоном Гонатом. Тогда Пирр, не закончив кровавого спора со Спартой, принял роковое решение — идти на Аргос, где происходили распри между различными группами населения.
Пирр быстро шёл к Аргосу. Он не замедлил марша и тогда, когда на его арьергард напали спартанцы. Засада оказывается неудачной для спартанцев. Пирр лично положил в бою отборный отряд спартиатов.
В это время, так как война в Лаконии задержалась, Антигон, подчинив опять своей власти македонские города, направился в Пелопоннес: он знал, что Пирр, если ему удастся покорить и Лакедемон и большинство пелопоннесских областей, пойдёт не в Эпир, но опять в Македонию для продолжения войны там. Когда Антигон собирался вести своё войско из Аргоса в Лаконскую область, сам Пирр явился к Аргосу. Победив и на этот раз, он вместе с бегущими ворвался в город, и, что вполне естественно, ряды его войска расстроились. Во время сражения, которое уже шло у храмов, у домов, по узким улицам и в разных частях города, Пирр остался один и был ранен в голову. Говорят, что Пирр умер от того, что какая-то женщина бросила ему в голову черепицу; аргивяне же говорят, что убившая его была не женщина, а Деметра, принявшая образ женщины, и местный эксегет (толкователь) Ликей так и говорит об этом в своих стихах..
По утверждению историка Питера Конолли войско похоронило своего царя в Аргосе и возвратилось в Эпир.

## Итоги
Пирр не проиграл Пиррову войну с римлянами. Римляне начали наступление на Тарент только в 272 году узнав о смерти Пирра. И вступили в переговоры с Милоном военачальником Пирра убедив его покинуть со своим корпусом Италию. 
Также важно отметить о фальсификации истории о том что Пирр был зарублен, а его войско перешло на сторону Антигона Гоната. Данная фальсификация имела место среди придворных историков Антигона Гоната с тем чтобы выставить Антигона Гоната победителем в войне в которой он не выиграл. Антигон не занял Эпир после смерти Пирра, там стояла сильная армия ветеранов Пирра.
Также ложно утверждение что Пирр занимался лишь военным делом и был кондотьером. Он построил из Эпира развитую процветающую эллинистическую державу. Также сфальсифицировано утверждение что Пирр проигрывал войны и был разбит. Пирр не проиграл ни одной войны и ни одного сражения.   
Вот что пишет историк Павсаний в Описании Эллады:"Для меня удивительно, что трое из так называемых Эакидов одинаково приняли кончину от рук богов: Ахилл, по словам Гомера, погиб от рук Александра, сына Приама, и Аполлона; Пирра, сына Ахилла, Пифия велела убить дельфийцам, а сыну Эакида досталось на долю то, что о нём рассказывают аргивяне и что в поэме описал Ликей. Однако и это расходится с тем, что написал в своей истории Гиероним из Кардии: ведь человеку, живущему при царе, поневоле приходится писать все в угоду ему. И если Филист, прикрывая безбожные поступки Дионисия, выставлял законной для себя причиной такого образа действия свою надежду на разрешение вернуться в Сиракузы, то тем более можно извинить Гиеронима, что он писал в угоду Антигону."Павсаний Описание Эллады Книга I, гл. 13. А позже уже в угоду правящему Риму фальсификация была продолжена Плутархом в своих сравнительных жизнеописаниях.